# Betrug (1983)
Betrug (OT Betrayal) ist ein britisches Filmdrama aus dem Jahr 1983. Regie führte David Jones, Harold Pinter schrieb das Drehbuch und adaptierte dafür sein gleichnamiges seit 1978 international erfolgreiches Theaterstück. Das Theaterstück beruht auf Pinters siebenjähriger Affäre (von 1962 bis 1969) mit der Fernsehmoderatorin Joan Bakewell, die mit dem Produzenten und Regisseur Michael Bakewell verheiratet war, während Pinter damals mit der Schauspielerin Vivien Merchant verheiratet war. Die Hauptrollen übernahmen die Oscar- und Olivier-Preisträger Jeremy Irons, Ben Kingsley und Patricia Hodge.

## Handlung
Emma und ihr Ehemann Robert streiten sich in letzter Zeit. Robert erzählt ihr von einer heimlichen Affäre mit einer anderen Frau. Kurze Zeit später sitzt sie mit Jerry in einem Restaurant und sie reden über ihre frühere heimliche Affäre. Dabei kommt heraus, dass Emma es Robert schon längst erzählt hat. Jerry bittet noch am selben Abend Robert zu sich, um darüber zu reden. Wie sich herausstellt, weiß Robert es nicht erst seit gestern, sondern schon seit vier Jahren, seitdem die beiden die Affäre beendeten.
Zwei Jahre früher:
Jerry und Emma wollen die Wohnung, die sie sich für ihr Vergnügen gekauft haben, verkaufen. Emma will kein Geld vom Erlös haben. Nach dem Gespräch gibt sie Jerry den Wohnungsschlüssel und geht.
Ein Jahr früher:
Jerry und Robert unterhalten sich, während Emma ihren Sohn ins Bett bringt. Dann kommt Emma dazu.
Ein Jahr früher:
Emma und Robert machen Urlaub in Venedig und führen ein längeres Gespräch.
Als sie wieder zu Hause sind, fährt Emma sofort in die „heimliche“ Wohnung um Jerry zu treffen. Sie reden. Später treffen sich Jerry und Robert zum Lunch in einem Restaurant und unterhalten sich.
Zwei Jahre früher:
Jerry und Emma treffen sich in der „heimlichen“ Wohnung. Sie denken daran, dass jemand von der Affäre etwas bemerkt haben könnte, und fragen einander, ob einer von ihnen untreu zum anderen war. Emma erzählt Jerry, dass sie von Robert schwanger ist.
Zwei Jahre früher:
Jerrys Familie ist nicht da und Jerry und Emma sitzen in seinem Haus. Sie küssen sich.
Am nächsten Morgen sitzt Emma mit ihrer Tochter Charlotte am Tisch, dann klingelt das Telefon. Robert sagt, dass er später kommen wird. Gleich nachdem sie auflegt, ruft Jerry an und sie verabreden sich noch am selben Tag.
Jerry und Emma kaufen heimlich eine Wohnung für ihr Vergnügen.
Ein Jahr früher:
Auf einer Party kommen sich Jerry und Emma näher.

## Hintergrund
Der Film wurde von der Produktionsfirma Horizon Pictures produziert.

## Auszeichnungen
- 1983: National Board of Review in den Kategorien Bester Film und Top Ten Filme
- 1984: Evening Standard British Film Award in der Kategorie Bester Darsteller für Ben Kingsley
- 1984: Nominierung für den British Academy Film Award in der Kategorie Bestes adaptiertes Drehbuch
- 1984: Nominierung für den Oscar in der Kategorie Bestes adaptiertes Drehbuch[4]

## Kritik
Das Lexikon des internationalen Films bezeichnete den Film als „außergewöhnlich in der radikal bitter-ironische[n] Erzählhaltung und d[er] kunstvolle[n] Dialogtechnik“, wobei das zu Grunde liegende Konzept „[t]heatralisch“ sei. Ferner sei die Produktion „durchweg intensiv gespielt“.

## Trivia
- Tom Bell und Ian McKellen bewarben sich für die Rolle des Robert.
- Helen Mirren und Patricia Hodge wurden beide für die Rolle der Emma getestet. Produzent Sam Spiegel wählte schließlich Hodge, weil Mirren zu dick war.
- Die ursprüngliche Broadway-Produktion Betrug von Harold Pinter wurde am 5. Januar 1980 an der Trafalgar Theatre und lief bis zum 31. Mai dieses Jahres. Es gab zwei Wiederaufnahmen, vom 14. November 2000 bis zum 4. Februar 2001 und vom 27. Oktober 2013 bis zum 5. Januar 2014. Sie lief auf dem Broadway in insgesamt rund 170 Aufführungen.
- Der Film wurde fünf Jahre nach dem gleichnamigen Theaterstück von Harold Pinter aus dem Jahr 1978, auf dem der Film basiert, veröffentlicht.
- Der Film und das Theaterstück inspirierte eine Folge (Staffel 9, Folge 8) der US-amerikanischen Sitcom Seinfeld, die erstmals am 20. November 1997 unter dem Titel The Betrayal ausgestrahlt wurde.
- Es ist der letzte Kinofilm vom erfahrenen Hollywood-Produzenten Sam Spiegel.